# Stazione di Vigliano d'Abruzzo
La stazione di Vigliano d'Abruzzo è un'ex stazione ferroviaria posta sulla linea Terni-Sulmona. Serviva il centro abitato di Vigliano, frazione del comune di Scoppito.

## Storia
La stazione di Vigliano fu inaugurata il 22 giugno 1882, con l'apertura all'esercizio del tratto della linea da L'Aquila a Rocca di Corno. Si trovava a metà strada dell'impegnativa salita che dalla Conca Aquilana conduce al valico di Sella di Corno, con pendenze del 35 per mille, pertanto era un importante punto di incrocio dei treni, che all'epoca del vapore dovevano ricorrere alla doppia o tripla trazione.
Tra gli anni novanta e gli anni duemila la stazione fu declassata a fermata e pertanto venne rimosso il binario d'incrocio.
A partire dal 1º settembre 2014 anche la fermata è stata soppressa e l'impianto è stato chiuso all'esercizio.

## Movimento
Nel 2007 l'impianto risultava frequentato da un traffico giornaliero medio di 4,5 persone.